# Bestial Devastation
Bestial Devastation е EP албум на бразилската Трашметъл група Sepultura от 1985 година.

## Информация
Първоначално излиза заедно с албума Século XX на Overdose като сплит албум. По-късно е включен като бонус диск към дебютния Morbid Visions (1986). Поради безпаричието на членовете на групата, те използват музикални инструменти на свои приятели. Вокалите на интрото The Curse са изпълнени от приятел на групата, според Игор Кавалера:
| “ | Това, което помня е, че един от нашите приятели направи гласа на интрото ('The Curse'), понеже той го правеше без никакви ефекти – беше нещо като оригване и говорене едновременно. Беше забавно, за това го извикахме да го направи в студиото. Дори не помня името му! | ” |

## Състав
- Макс „Possessed“ Кавалера – вокали и китара
- Игор „Skullcrusher“ Кавалера – барабани
- Пауло „Destructor“ Джуниър – бас
- Жайро „Tormentor“ Гедз – китара

## Песни
| Bestial Devastation | Bestial Devastation | Bestial Devastation | Bestial Devastation | Bestial Devastation | Bestial Devastation | Bestial Devastation | Bestial Devastation | Bestial Devastation | Bestial Devastation |
| №                   | Име                 | Време               |                     |                     |                     |                     |                     |                     |                     |
| ------------------- | ------------------- | ------------------- | ------------------- | ------------------- | ------------------- | ------------------- | ------------------- | ------------------- | ------------------- |
| 1.                  | The Curse           | 0:39                |                     |                     |                     |                     |                     |                     |                     |
| 2.                  | Bestial Devastation | 3:08                |                     |                     |                     |                     |                     |                     |                     |
| 3.                  | Antichrist          | 3:47                |                     |                     |                     |                     |                     |                     |                     |
| 4.                  | Necromancer         | 3:53                |                     |                     |                     |                     |                     |                     |                     |
| 5.                  | Warriors of Death   | 4:10                |                     |                     |                     |                     |                     |                     |                     |
| 15:37               |                     |                     |                     |                     |                     |                     |                     |                     |                     |